# Îles Cook du Nord
Les îles Cook du Nord sont l'un des deux archipels (avec les îles Cook du Sud) qui forment les Îles Cook, un État-archipel d'Océanie dont il occupe la partie septentrionale.
C'est une zone faiblement peuplée, puisque l'archipel regroupe moins de 5 % de la population du pays. En effet, il ne comptait que 1 300 habitants en 2006 (en baisse par rapport à 2001). La densité de population est relativement faible (40 habitants par kilomètre carré), contre une moyenne nationale de 91 habitants par kilomètre carré.
Les îles Cook du Nord se composent de cinq atolls et une île corallienne : Manihiki, Nassau (qui est une île corallienne et non un atoll), Penrhyn, Pukapuka, Rakahanga et Suwarrow.
Cinq de ces îles citées ci-dessus sont habitées ; seul l'atoll de Suwarrow est inhabité.